# Museu Històric de l'Alliberament de Roma
El Museu Històric de l'Alliberament de Roma és un museu de Roma (Itàlia) ubicat en un edifici tristament famós durant el període de l'ocupació nazi d'Itàlia. El palau de Via Tasso va ser la seu de la SS a Roma i entre les seves parets van ser empresonats, torturats i assassinats molts membres de la resistència italiana. El 4 de juny de 1944, durant l'alliberació de Roma, la població va entrar al palau, símbol del nazisme, i van saquejar-lo i alliberar-ne els presoners. L'edifici durant un temps també va ser la seu de l'Associació Nacional de Partisans d'Itàlia, i no va ser fins a l'any 1950 que la seva propietària el va donar a l'Estat i es creà el Museu Històric de l'Alliberament de Roma, un museu commemoratiu que recull documents, objectes, fotografies… relacionades amb l'ocupació nazi de la capital italiana i també mostra el que van viure les persones que van ser empresonades per la SS en el palau.
L'ocupació alemanya d'Itàlia, com en la resta de països ocupats, també es va caracteritzar per la forta repressió contra els moviments dissidents al règim i la deportació de milers de jueus italians als camps d'extermini. La vida sota l'ocupació nazi va ser especialment dura pels ciutadans de Roma, que van veure com els soldats alemanys els requisaven el menjar i el carbó, fet que va provocar que molts romans patissin la fam i el fred de l'hivern. L'ocupació de Roma finalitzà el 4 de juny de 1944, quan la Wehrmacht es retirava davant de l'avanç de les tropes aliades. Un any després de l'alliberació, el cineasta Roberto Rossellini amb la seva pel·lícula Roma, ciutat oberta va fer un fantàstic retrat de la vida a la capital italiana durant el domini nazi.